# Léré-M'Bardi
Léré-M'Bardi est une commune située dans le département de Gorom-Gorom, dans la province d'Oudalan, région du Sahel, au Burkina Faso.